# Dolmen von Nasseröd
Die Dolmen von Nasseröd (schwedisch Nasseröd Döser – RAÄ Svenneby 117:1 bzw. 118:1) liegen im Wald von Nasseröd, östlich von Slotteberget, nördlich von Svenneby in Bohuslän in Schweden. Die Dolmen (schwedisch Döser) wurden zwischen 3500 und 2800 v. Chr. von den Trägern der Trichterbecherkultur (TBK) errichtet.
Im etwa 10,0 m messenden runden Steinhügel Svenneby 117:1 liegt die Nordwest-Südost orientierte fünfeckige Kammer eines Polygonaldolmens von etwa 2,5 × 2,0 m. Der große etwa rechteckige Deckstein ist in zwei Hälften zerbrochen. 
Am 10 m messenden Hügel des Runddolmens Svenneby 118:1, der auch als „Påls Hus“ bekannt ist, sind die meisten Randsteine erhalten und ein runder Deckstein von etwa 2,0 m Durchmesser liegt in der Mitte; daneben befindet sich ein großer einzelner aufrechter Stein.